# Мег 2: Бездна
«Мег 2: Бездна» (англ. Meg 2: The Trench, некоторых странах — Shark 2) — научно-фантастический боевик 2023 года режиссёра Бен Уитли по сценарию Джона Хобера, Эриха Хобера и Дина Георгариса, основанный на романе Стива Альтена «Впадина». Это продолжение «Мег: Монстр глубины». В фильме снялись Джейсон Стейтем, Ву Цзин, Софиа Цай, Пейдж Кеннеди, Серхио Перис-Менчета, Скайлер Сэмюэлс и Клифф Кертис. Как и предыдущий фильм, он рассказывает о группе учёных, которые должны перегнать и перехитрить мегалодонов, когда злонамеренная горнодобывающая операция угрожает их миссии и заставляет их вступить в битву с высокими ставками за выживание.
Планы на продолжение были объявлены в ранней стадии разработки в октябре 2018 года после кассовых сборов первого фильма. Уитли заменил Джона Тёртелтауба на посту режиссёра, а сценарий написали вернувшиеся сценаристы Дин Георгарис, Джон Хобер и Эрих Хобер. Съёмки начались в феврале 2022 года и продолжались до мая, в различных местах в Азии и Warner Bros. Studios, Leavesden, в Уотфорде, Хартфордшир, Англия.
Премьера фильма состоялась 9 июня 2023 года на Шанхайском международном кинофестивале и 4 августа в США компанией Warner Bros. Pictures. Фильм получил смешанные отзывы критиков, но имел кассовый успех, заработав более 397 миллионов долларов по всему миру.

## Сюжет
Прошло 5 лет после событий первого фильма. Джонас Тейлор, сотрудник организации, раскрывающей экологические преступления, пробирается на грузовое судно, члены экипажа которого занимаются выбросами радиоактивных отходов в море. Джонас тайком пробирается на мостик, где фотографирует документы, подтверждающие преступления экипажа судна. Однако, в последний момент его находят матросы, после чего начинается погоня в перемешку с борьбой. Джонас, благодаря хорошей выучке и подготовке, смог уйти от погони, спрыгнув в море, откуда его забирают друзья, подобрав его на самолёте прямо в полёте. Он сотрудничает с командой глубоководной станции «Мана-1», исследующей Марианскую впадину, а также удочерил Мэйин — ребёнка погибшей Сюин. В распоряжении компании владельца «Мана-1» оказывается детёныш мегалодона. Самка получила имя Хайки и содержится в колоссальном океанариуме. Хайки убегает из неволи и направляется в район Марианской впадины.
На дне впадины существует целая скрытая экосистема со множеством существ, не тронутых эволюцией за миллионы лет. Исследования осложняются тем, что станция «Мана-1» оказывается захвачена группой наёмников, обнаруживших на дне океана ценные полезные ископаемые и ведущих незаконную разработку.

## В ролях
- Джейсон Стейтем — Джонас Тейлор
- Сиенна Гиллори — Хиллари Дрискол[5]
- Клифф Кертис — Джеймс «Мак» Маккрейдес[6]
- Шуя Софиа Цай — Мэйин Чжан[6]
- Пейдж Кеннеди — DJ[6]
- Скайлер Сэмюэлс — Джесс[5]
- Серхио Перис-Менчета[англ.][5]
- Ву Цзин[англ.] — Цзюмин Чжан[7]

## Производство и премьера
В апреле 2018 года Джейсон Стэтхэм рассказал в интервью, что сиквел фильма «Мег: Монстр глубины» будет снят, если первый фильм будет иметь успех у публики: «Я думаю, это как и всё в наше время — если фильм приносит прибыль, то, очевидно, есть желание заработать ещё больше денег. А если фильм не принесет успеха, его скоро забудут. Но так уж устроен Голливуд». В августе 2018 года Стив Алтен сказал: «Я всегда считал, что это франшиза на миллиард долларов, если всё будет сделано правильно. Но чтобы всё было сделано правильно, нужно было правильно подобрать акулу, правильно подобрать актёров, правильно подобрать тон. И Warner Bros. полностью справились с этим. Продюсеры справились». В октябре 2018 года исполнительный продюсер Кэтрин Сюцзюнь Ин объявила, что сиквел находится на ранней стадии разработки.
В марте 2019 года стало известно, что сценарий фильма находится в работе. В своём информационном бюллетене от сентября 2020 года Стив Алтен подтвердил, что сценарий под названием «Мег 2: Впадина» завершён, выразив интерес к его «мрачному» тону и потенциалу для рейтинга R. 23 октября 2020 года было объявлено, что Бен Уитли станет режиссёром будущего фильма.
В апреле 2021 года Стейтем заявил, что съёмки должны начаться в январе 2022 года. Правительство города Краби отклонило просьбу о съёмках на двух пляжах из-за экологических проблем. Съёмки начались на студии Warner Bros. в Ливсдене, в окрестностях Лондона 4 февраля 2022 года. После начала съёмок стало известно, что в актёрский состав вошли Сиенна Гиллори, Скайлер Сэмюэлс, Серхио Перис-Менчета и Ву Цзин (самый кассовый актёр всех времен в Китае).
4 августа 2023 года состоялась кинопремьера фильма в США. Мировая премьера фильма состоялась на Шанхайском международном кинофестивале 9 июня 2023 года.

## Восприятие
На сайте Rotten Tomatoes фильм имеет рейтинг 28 % основанный на 143 отзывах, со средней оценкой 4.5/10. Консенсус критиков гласит: «несмотря на множество забавных моментов, фильм страдает от несвязного сюжета, который может создать некоторое напряжение только в конце фильма».
Брайан Таллерико в своей рецензии на RogerEbert.com дал фильму одну звезду из четырёх написав: «По крайней мере, до заключительных 30 минут, когда он наконец-то может выпустить на волю чудовищный хаос, это один из самых скучных фильмов года, затянутый, плохо сделанный фильм о гигантской акуле, в котором гигантская акула необъяснимым образом отходит на второй план по сравнению со злобной подводной буровой операцией».

## Будущее
В июле 2023 года Бен Уитли заявил о том, что в компании ведутся переговоры о возможном третьем фильме. По словам режиссёра, хотя его разработка зависит от успеха второго фильма, он надеется продолжить историю, изложенную в романах Стива Альтена.